# Menhir von Owenea

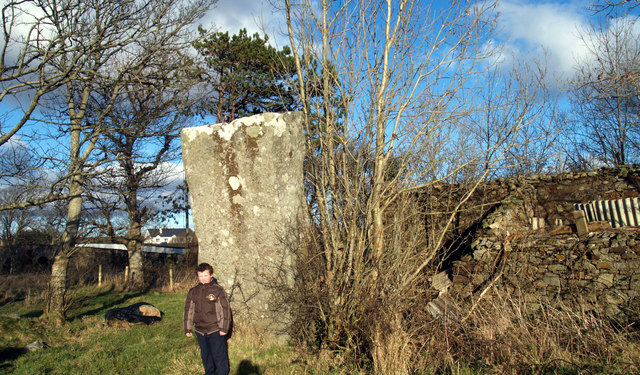

Der Menhir von Owenea (auch Ardara Stone, Fionn mac Cumhaill Stone oder Owenea Bridge Stone genannt) steht in der Nähe des Owenea River (irisch Abhainn Fhia, „Hirsch-Fluss“), etwa 1,0 km nördlich von Ardara (irisch Ard an Rátha) im County Donegal in Irland.
Der Menhir (englisch standing stone) ist 2,95 Meter hoch, 1,35 Meter breit und 0,78 m dick. Er trägt zwei Schälchen (englisch cupmarks) und neigt sich leicht. Er wurde 1752 erstmals von dem englischen Reiseschriftsteller Richard Pococke (1704–1765) in „Pococke’s Tour of Ireland“ erwähnt.
Die Folklore besagt, Fionn mac Cumhaill (Finn McCool) habe den Stein vom „Cró na Cléire Mountain“ geworfen.
In der Nähe liegt Dermot and Grania’s Bed.